# 朱同𨭖
潁川榮莊王朱同𨭖（1472年—1527年），明朝周藩第二代潁川王，潁川溫僖王朱子墟的庶長子。

## 生平
朱同𨭖初封鎮國將軍。弘治二年（1489年）九月，襲封潁川王。
嘉靖六年（1527年），朱同𨭖去世，享年五十六歲，諡號榮莊。庶長子鎮國將軍朱安潪先卒，孫朱睦棌後襲爵。

## 家庭

### 妻
- 王氏，初冊為鎮國將軍夫人，弘治二年（1489年）冊為潁川王妃[1]

### 子
- 庶長子：鎮國將軍→潁川安惠王朱安潪
- 庶次子：鎮國將軍朱安湊
- 庶三子：鎮國將軍朱安淜[3]
- 子：鎮國將軍朱安漩[4]